# Kenneth Davis
Pour les articles homonymes, voir Davis.
Kenneth « Kenny » Davis, né le 12 septembre 1948 à Slat, dans le Kentucky, est un ancien joueur américain de basket-ball. Il évolue au poste de meneur.

## Biographie
Kenneth Davis est le capitaine de la sélection américaine lors de la finale controversée des Jeux olympiques 1972. Les Américains, persuadés d'avoir été volés de la médaille d'or, refusent de se rendre sur le podium pour prendre la médaille d'argent. Davis va plus loin dans cette démarche : il fait inscrire dans son testament une volonté qui interdit à sa femme, ses enfants et leurs descendants de pouvoir accepter la médaille d'argent des jeux de 1972.
Il évolue une année dans l'équipe de Lexington Marathon Oil en Amateur Athletic Union. Il met alors un terme à sa carrière et devient commercial pour Converse durant 39 ans.

## Palmarès
- Finaliste des Jeux olympiques 1972